# Szkoła wywiadowczo-dywersyjna w Szczecinie
Szkoła wywiadowczo-dywersyjna Abwehry w Szczecinie – niemiecki ośrodek wywiadowczy Abwehry podczas II wojny światowej.
Została utworzona w grudniu 1940 r. w Szczecinie przy Abwehrstelle „Stettin”. Na jej czele stanął ppłk Litke. W ośrodku przygotowywano agentów wywiadowców i radiowców mających działać na tyłach Armii Czerwonej. Werbowano ich spośród Polaków, Czechów, Litwinów, Łotyszy i Estończyków, znających język rosyjski. Pochodzili oni z obozów jenieckich. Okres szkolenia trwał 6 miesięcy. Pierwszych agentów przerzucono za linię frontu w lutym i maju 1941 r. do państw bałtyckich i na Białoruś. 